# Genyodectes serus

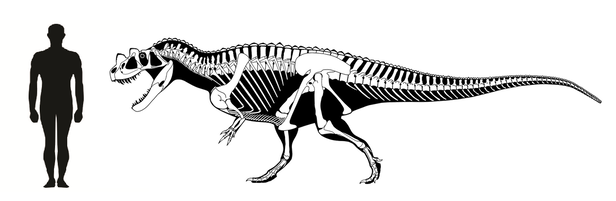
Genyodectes con un humano de escala

Genyodectes serus es la única especie conocida del género extinto Genyodectes (gr. "mandíbulas que muerden") de dinosaurio terópodo ceratosáurido, que vivió a mediados del período Cretácico Superior, hace 112 millones de años, durante el Albiense, en lo que hoy es Sudamérica.

## Descripción
Se ha estimado que media alrededor de 9 metros de largo. Rauhut diagnostica a G. serus por lo siguiente: " Se diferencia de todos los terópodos con la excepción posible de Ceratosaurus en que los dientes premaxilares están arreglados en un traslapado apretado y las coronas maxilares más largas del diente son más largas apicobasalmente que la profundidad dorsoventral mínima de la mandíbula. Se diferencia de Ceratosaurus en presencia de cuatro dientes premaxilares, en vez de tres."

## Descubrimiento e investigación
El material holotipo, MLP 26-39, fue recogido de Cañadón Grande, Departamento Paso de Indios en la Provincia del Chubut, Argentina. Consiste en un hocico incompleto, incluyendo los premaxilares, las porciones de ambos maxilares, el dentario derecho e izquierdo, muchos dientes, un fragmento del esplenio izquierdo, y las partes de los supradentarios. Estos elementos están mal preservados y algunos articulados. El premaxilar de Genyodectes posee los dientes relativamente grandes y que resaltan, y a partir de esta característica es que el género fue nombrado. El nombre proviene del griego genys "mandíbula" y dektes "morder". 

## Clasificación

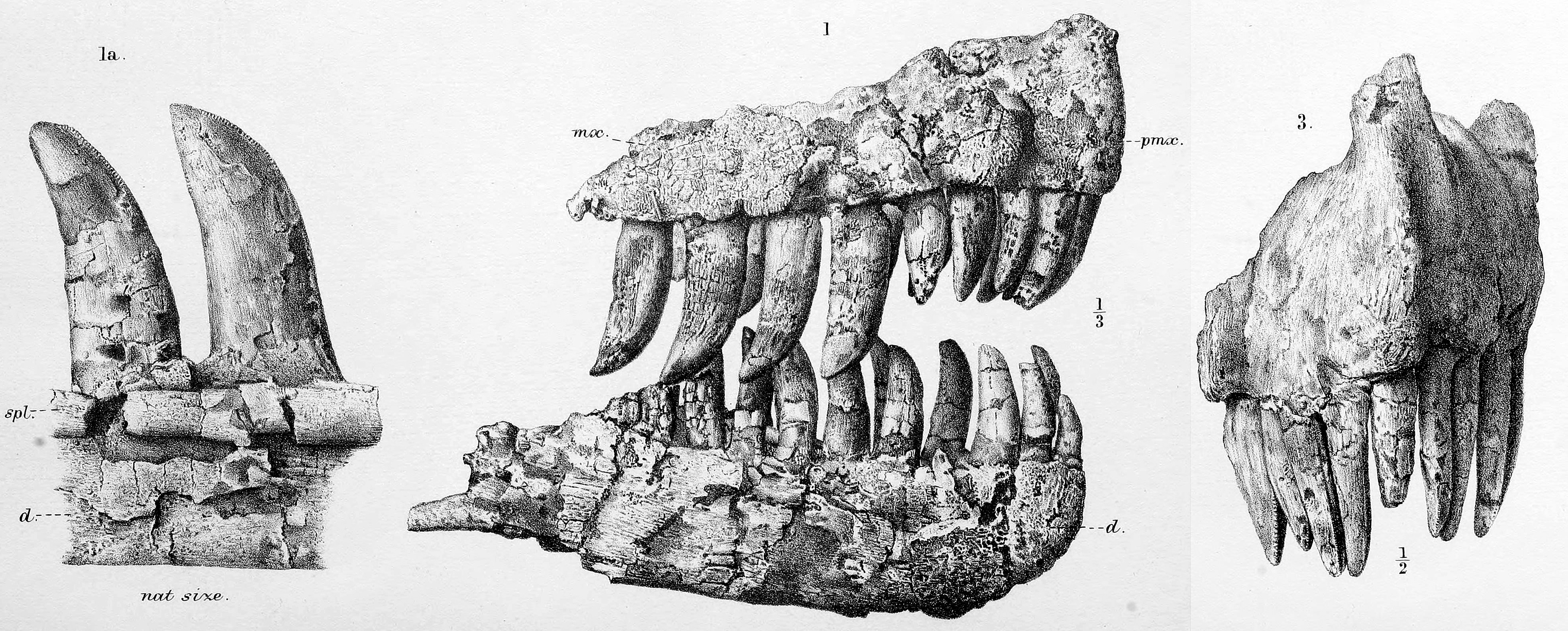
Ilustración del espécimen tipo de la descripción original.

El género fue considerado por largo tiempo como nomen dubium, debido a lo fragmentario de su restos y a lo dudoso de su ubicación estratigráfica. Sin embargo, una reciente redescripción de Rauhut, O. W. ha aportado algo de claridad a la clasificación taxonómica válida de Genyodectes serus, la única especie del género. El Paleontólogo inglés Sir Arthur S. Woodward describió a Genyodectes en 1901, después de Loncosaurus,, siendo el segundo dinosaurio no aviar descrito del continente suramericano, y seguía siendo el terópodo suramericano más completo hasta los años de 1970. Durante la década pasada, el holotipo ha sido referido como un megalosáurido, tiranosáurido, Theropoda incertae sedis, y un posible abelisáurido, quizás incluso el sinónimo más antiguo de Abelisaurus. Sin embargo, el retiro reciente de la «matriz artificial» fósil del holotipo, en el cual se había exhibido por largo tiempo, ha permitido una nueva evaluación del espécimen. Rauhut concluyó que el espécimen carece sinapomorfías importantes de abelisáurido y del tiranosáurido, pero encontró muchos rasgos neoceratosaurianos. Esto parecería implicar Genyodectes estaba más cercano a Ceratosaurus que a los abelisáuridos derivados, que también descienden de animales como Ceratosaurus. También, estudiando expedientes históricos y la preservación de los huesos, Rauhut concluyó que el espécimen fue recogido probablemente del Miembro Cerro Castaño de la Formación Cerro Barcino  entre el Aptiense y el Albiense.